# Родина за хвилину
«Родина за хвилину» (англ. Instant Family) — американська комедійна стрічка 2018 року з Марком Волбергом і Роуз Бірн у головних ролях.

## Сюжет
Подружжя Піт і Еллі після знущань родичів про те, що в них не буде дітей починають задумуватись над усиновленням. Вони записуються на курс для прийомних батьків. На ярмарку, де майбутні батьки можуть поспілкуватися із дітьми, Еллі та Піт вражає розмова дівчини-підлітка. Вони повідомляють соціальним працівникам Карен і Шерон, що можуть взяти у свою родину підлітка. У Ліззі виявляється є брат Хуан і сестра Літа. Перше знайомство з ними розчаровує Піта та Еллі. Але розмова за родинним столом штовхає подружжя взяти на себе відповідальність за трьох дітей.
Спочатку Вагнери мають ідеальні стосунки, про що вони розповідають на зустрічах прийомних батьків. Але ситуація погіршується, діти показують свою неслухняність. Хоча поступово молодші діти Хуан та Літа проникають почуттям до нових батьків. А от налагодити стосунки зі старшою Ліззі їм не вдається. До того ж біологічна мати дітей за її сприянням починає процес повернення. Тепер діти стають все більш непокірними.
Вагнери занепокоєні поведінкою Ліззі, яка надсилає фото оголеної себе Джейкобу. У школі вони намагаються розібратися з Джейкобом, але спочатку помилково нападають на Чарлі. Джейкоба заарештовують, але й Вагнерів також, оскільки вони залишили двох інших дітей самих в машині.
Після суду права на дітей передають біологічній матері. Вагнери дуже засмучуються. В день передачі дітей біологічна мати не з'являється. Ліззі втікає, Еллі та Піт наздоганяють її та зізнаються у своїй любові до неї. Через чотири місяці відбувається офіційне всиновлення дітей.

## У ролях
| Актор             | Роль             |
| ----------------- | ---------------- |
| Марк Волберг      | Піт Вагнер       |
| Роуз Бірн         | Еллі Вагнер      |
| Ізабела Монер     | Ліззі            |
| Марго Мартіндейл  | бабуся Сенді     |
| Джулі Гагерті     | Джен             |
| Октавія Спенсер   | Карен            |
| Чарлі Мак-Дермотт | Стюарт           |
| Ів Гарлоу         | Бренда Фернандес |
| Джоан К'юсак      | місіс Говард     |
| Майкл О’Кіф       | Джеррі           |
| Елайза Шлесінґер  | Октобер          |
| Андреа Андерс     | Джессі           |

## Створення фільму

### Виробництво
Зйомки фільму проходили в Атланті, США.

### Знімальна група
- Кінорежисер — Шон Андерс
- Сценаристи — Шон Андерс, Джон Морріс
- Кінопродюсери — Шон Андерс, Стівен Левінсон, Джон Морріс, Марк Волберг, Девід Вомек
- Композитор — Майкл Ендрюс
- Кінооператор — Бретт Павлак
- Кіномонтаж — Бред Вілгайт
- Художник-постановник — Клейтон Гартлі
- Артдиректор — Елліотт Глік, Алекс Мак-Керролл
- Художник-декоратор — Бічамп Фонтейн
- Художник-костюмер — Ліза Ловаас
- Підбір акторів — Шейла Яффе[5]

## Сприйняття
Фільм отримав переважно схвальні відгуки. На сайті Rotten Tomatoes оцінка стрічки становить 82 % на основі 99 відгуків від критиків (середня оцінка 6,7/10) і 80 % від глядачів із середньою оцінкою 3,9/5 (1 569 голосів). Фільму зарахований «свіжий помідор» від кінокритиків та «попкорн» від глядачів, Internet Movie Database — 7,6/10 (7 639 голосів), Metacritic — 57/100 (24 відгуків критиків) і 7,1/10 (28 відгуків від глядачів).